# Chersotis iberica
Chersotis iberica är en fjärilsart som beskrevs av Hans Zerny 1927. Chersotis iberica ingår i släktet Chersotis och familjen nattflyn. Inga underarter finns listade i Catalogue of Life.